# Lobos (Insel)
Die unbewohnte Insel Lobos (spanisch Islote de Lobos, Insel der Robben) ist Teil der zu Spanien gehörenden Kanarischen Inseln im Atlantischen Ozean.

## Geografie
Die in der Meerenge La Bocayna, zwischen Fuerteventura und Lanzarote gelegene, unbewohnte Insel ist 4,58 km² groß und hat damit einen Anteil von 0,06 Prozent an der Gesamtfläche der Kanarischen Inseln. 1982 ist Lobos unter Naturschutz gestellt worden. Die Insel wird von der Gemeinde La Oliva auf der zwei Kilometer entfernten Insel Fuerteventura verwaltet und gehört seit 1987 zum Dünen-Park von Corralejo. 
Höchste Erhebung ist der Montaña La Caldera mit 127 m Höhe. Lobos ist vor 15.000 bis 30.000 Jahren gemeinsam mit den Volcanes de Bayuyo durch Vulkanismus an einer Bruchlinie der Erdkruste entstanden und seitdem durch den Anstieg des Meeresspiegels von Fuerteventura getrennt worden. Die Geologie und Entstehungsgeschichte hängt eng mit der der großen Nachbarinseln Fuerteventura und Lanzarote zusammen.

## Flora und Fauna
1994 wurde Lobos zum Naturpark Parque Natural del Islote de Lobos erklärt. Gut 130 Pflanzenarten, teils endemisch, sind hier in zwei Zonen geschützt, und zwar Bereiche, die von der Allgemeinheit genutzt werden dürfen und solche, die als Reservat ausgewiesen sind und nicht betreten werden dürfen. Weit verbreitet sind Wolfsmilchgewächse, vor allem die Balsam-Wolfsmilch (Euphorbia balsamifera) wächst in großen Kolonien. Auf den Strandwiesen findet sich neben Jochblattgewächsen und Soden einer auf Lobos endemischen Unterart des Ovalblättrigen Strandflieders (Limonium ovalifolium subsp. canariensis). Aus Übersee eingebürgert ist ein großer Bestand von Agave fourcroydes. 
Lobos ist zudem ein Vogelschutzgebiet. Neben der Mittelmeermöwe (Larus michahellis) können auch Sepiasturmtaucher (Calonectris diomedea) und Bulwersturmvogel (Bulweria bulwerii) gesichtet werden.

## Geschichte
Bei archäologischen Ausgrabungen in den Jahren 2012 und 2022 wurde auf Lobos eine Werkstatt zur Gewinnung von Purpur aus der Rotmund-Leistenschnecke (Stramonita haemastoma) freigelegt. Es wurden mehr als 60.000 Schneckenschalen gezählt. In diesen Schalenhaufen und ihrer Umgebung wurden Werkzeuge gefunden, die die Purpurarbeiter im Herstellungsablauf verwendeten, wie Ambosse und Hämmer aus Basalt, kleine Teile von Eisenklingen (möglicherweise Messer), Feuerstellen und die Reste von Bleikesseln.
Auf der Insel Lobos gibt es weitere Fundstätten, die auf vielfältige Tätigkeiten, wie z. B. den Fischfang hinweisen. Es wurde eine Vielzahl von Spezialinstrumenten, Haken und Nadeln zum Knüpfen von Netzen, Netzgewichte aus Stein und Blei sowie Harpunenspitzen aus Eisen ausgegraben. Keramik, Metall- und Steinwerkzeuge wurden in die Zeit zwischen dem ersten Jahrhundert v. Chr. und dem ersten Jahrhundert n. Chr. datiert. Die Keramik zeigt Ähnlichkeiten der aus Gades, dem heutigen Cádiz.
Die Purpurgewinnungs-Anlage könnte von Römern oder dem von den Römern eingesetzten König Juba II. von Mauretanien angelegt worden sein.
Als 1402 der französische Adelige Jean de Béthencourt Lanzarote unterworfen hatte, versuchte er von der Nachbarinsel Lobos aus, Fuerteventura einzunehmen, was ihm 1405 nach mehreren Versuchen schließlich gelang. Die Mönchsrobben (spanisch lobos marinos ‚Seewölfe‘), nach denen die Insel benannt ist, wurden im 15. Jahrhundert ausgerottet, weil die Seefahrer das Fleisch, Fett und Fell der Tiere verwendeten.
1863 wurde an der Nordspitze der Leuchtturm Faro de Martiño gebaut und zwei Jahre später in Betrieb genommen. Dort wurde 1903 die Schriftstellerin Josefina Pla geboren, die später in Paraguay lebte. Einige Zeit siedelten sich wenige Bauernfamilien auf der Insel an. Überreste ihrer Zisternen (Aljibes) findet man noch heute. Der letzte Leuchtfeuerwärter, der mit seiner Familie dort wohnte, musste 1968 nach der Automatisierung des Leuchtfeuers gehen. Bis heute ist der zwischenzeitlich restaurierte Leuchtturm in Betrieb.
Heute gibt es ein Restaurant ein paar Gehminuten östlich vom Anleger in Casas del Puertito. Ein paar Fischer besitzen dort Wochenendhäuschen. Eine Person war 2019 mit Hauptwohnsitz auf der Insel gemeldet.

## Zugang und Wanderwegenetz
Der Zugang auf die als Schutzgebiet ausgewiesene Insel ist reglementiert, Besucher benötigen eine vorher eingeholte kostenlose Besuchererlaubnis. Es verkehren mehrere kleine Personenfähren von Corralejo zu dem kleinen Schiffsanleger El Muelle auf Lobos.
Die autofreie Insel ist durch einen Rundwanderweg erschlossen. Wanderziele sind neben dem Leuchtturm Faro de Martiño der Vulkan Montaña La Caldera, die Sand- und Badebucht Playa las Conchas, Überreste der Salinen im Westen, die kleinen Lagunen (Lagunitas) im Nordosten, Salzwiesen, in denen (halophile) Pflanzen zuhause sind und die „Vulkanöfchen“ (Hornitos) auf dem „rauen Land“ (Malpaís).

## Bilder

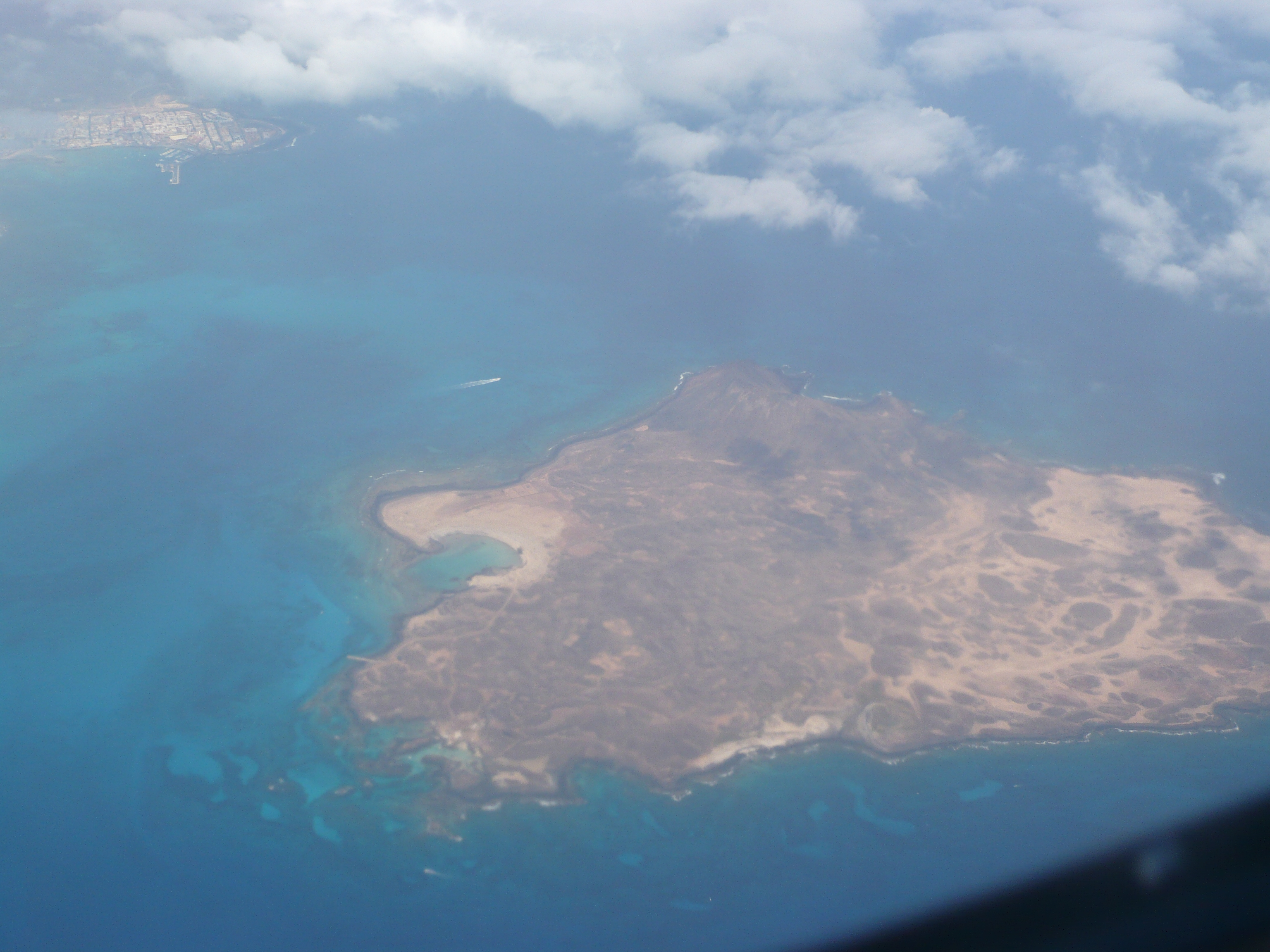
Luftbild, Blick nach Westen
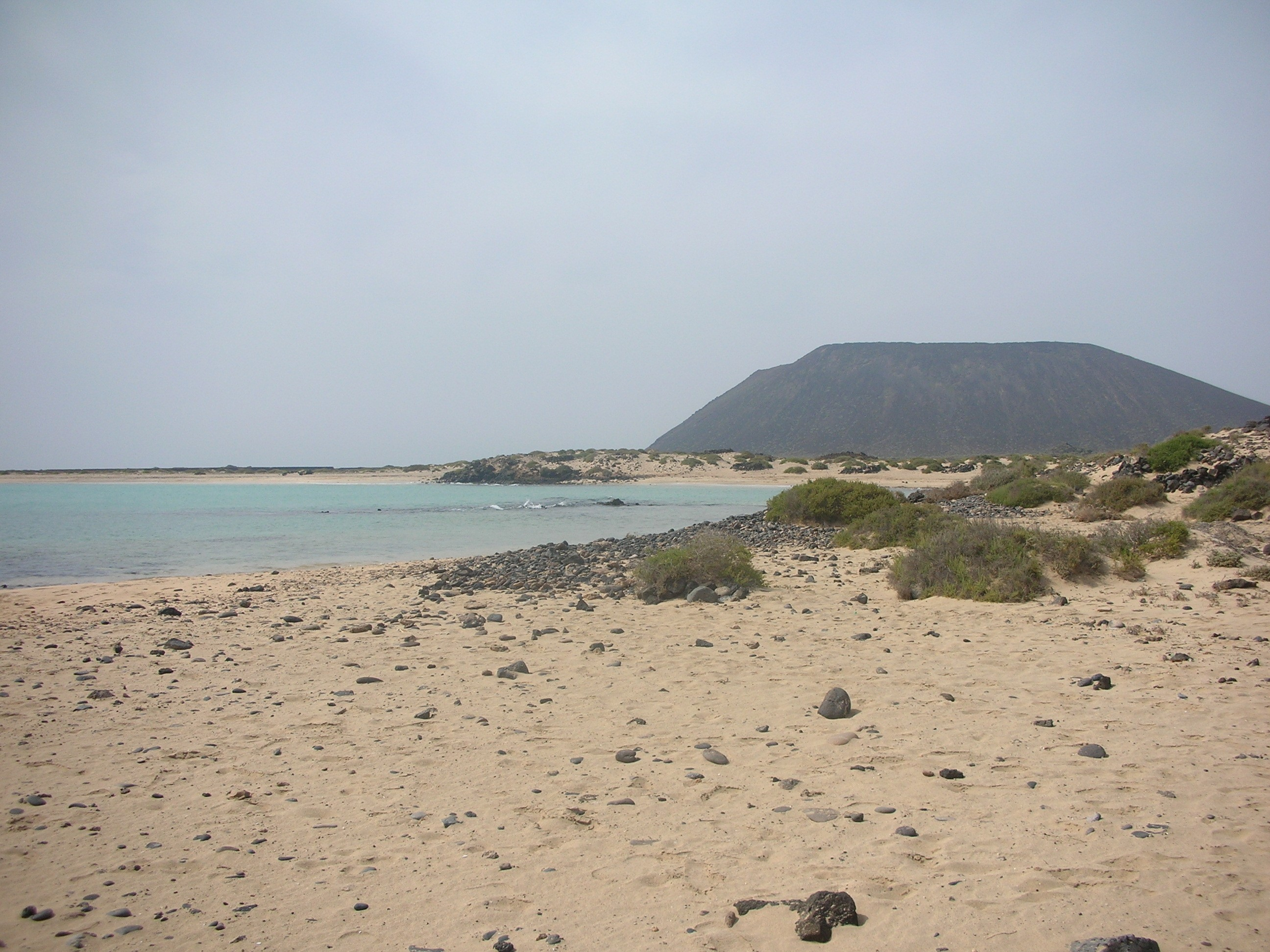
Playa de las Conchas, Montaña La Caldera im Hintergrund
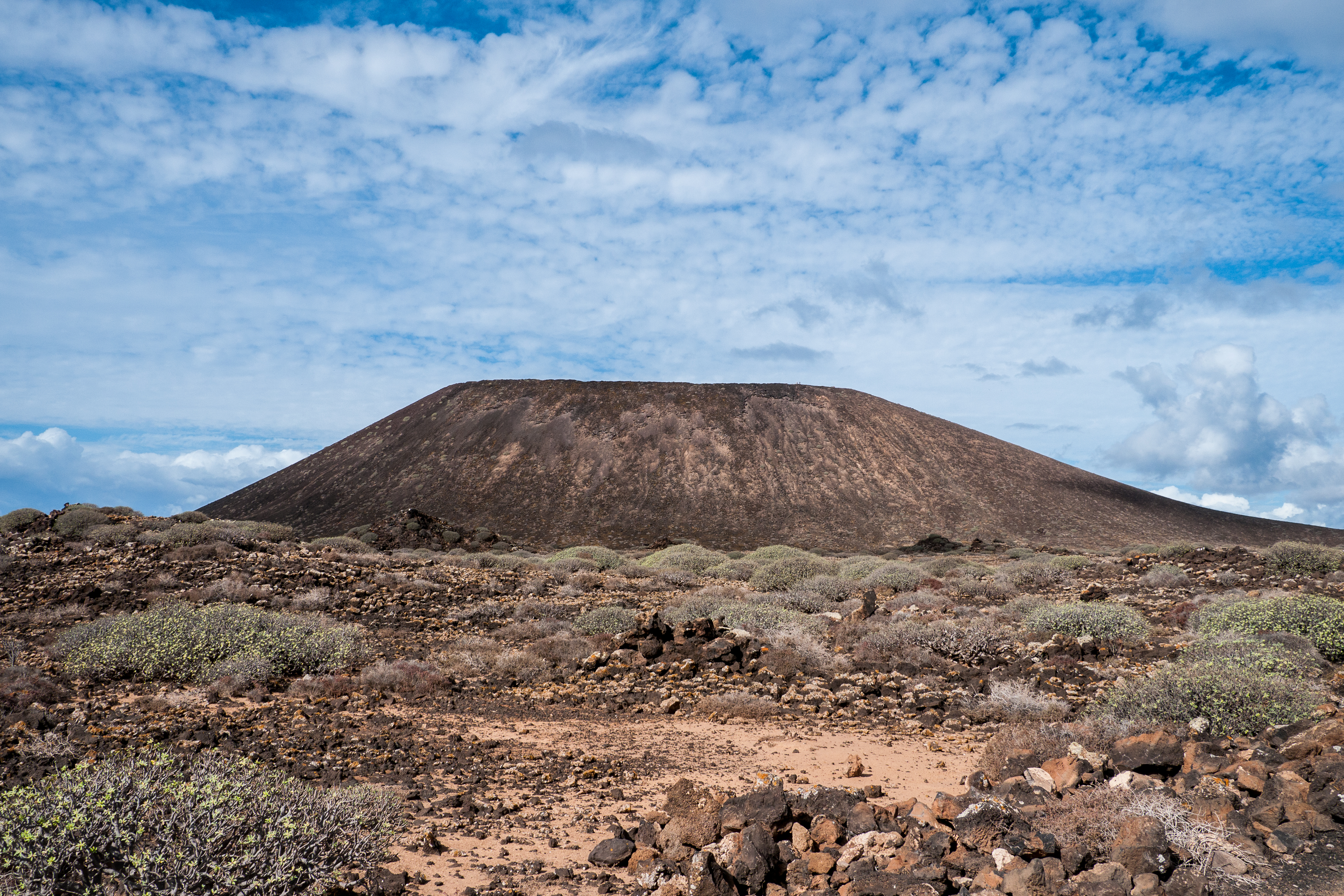
Montaña La Caldera
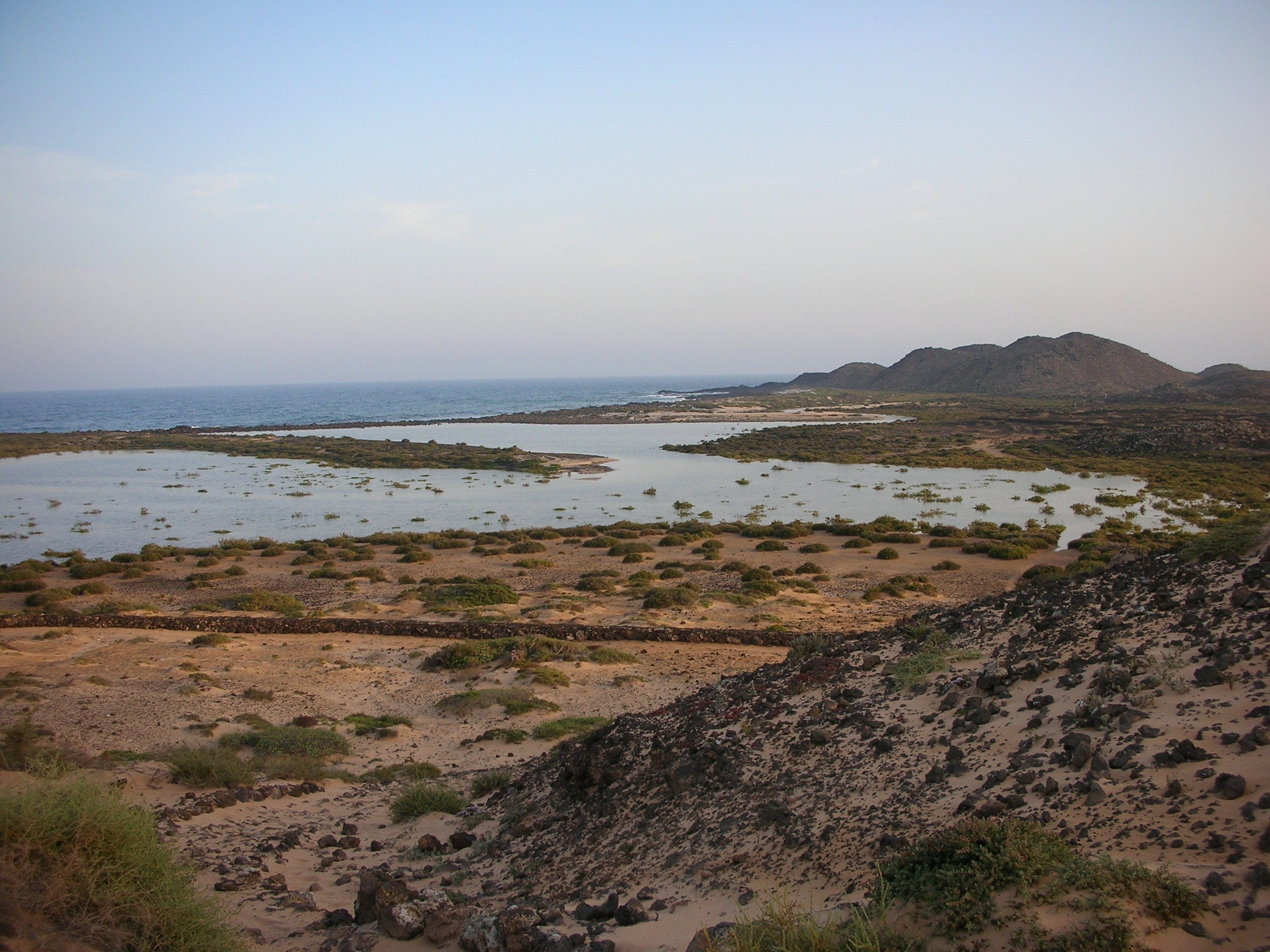
Kleine Lagunen (Lagunitas) im Nordosten
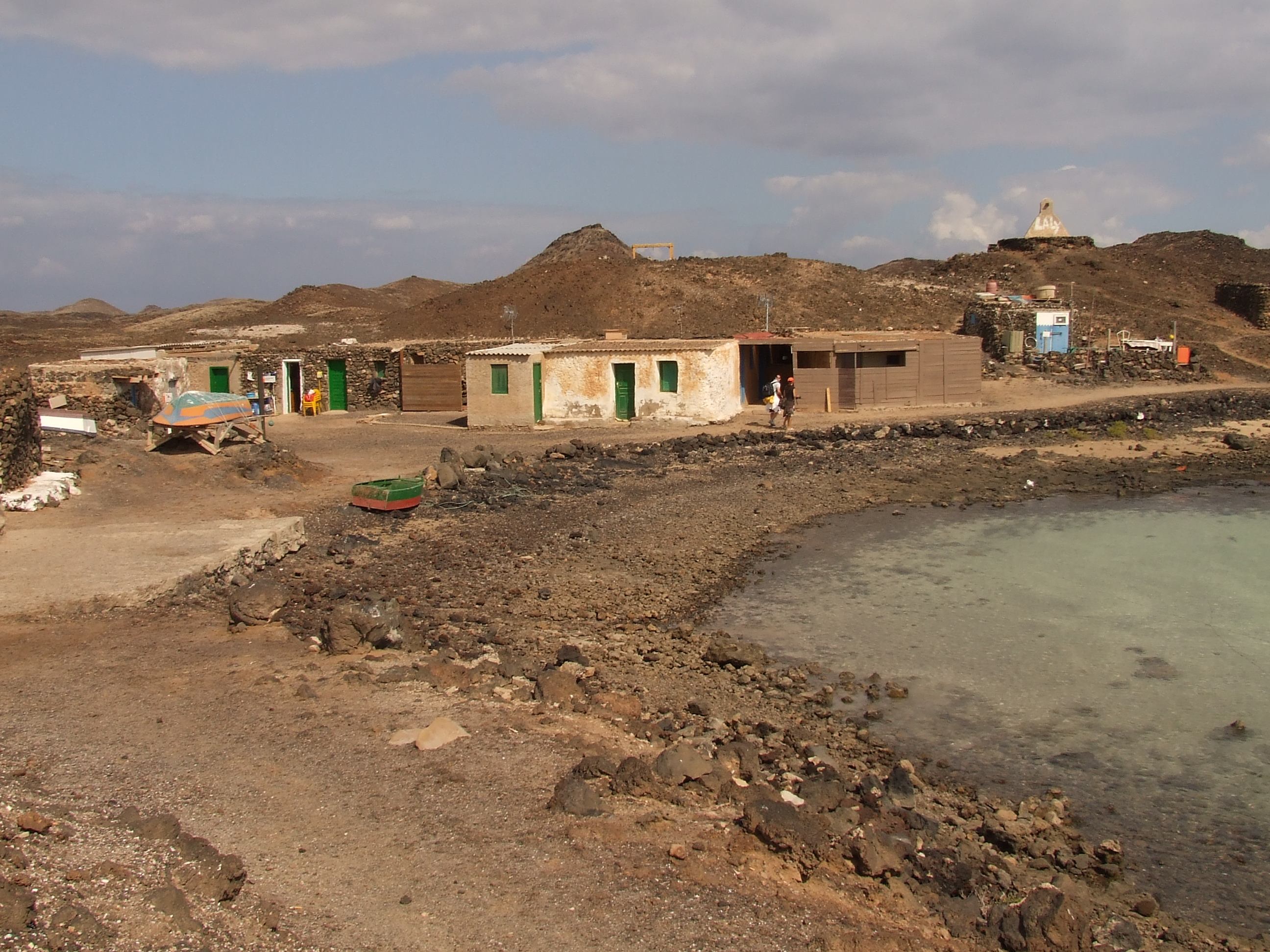
Hüttensiedlung Casas del Puertito